# A30 (Botswana)
Die A30 ist eine Fernstraße in Botswana, die in Francistown von der A3 abzweigt. Sie führt nach Orapa südlich der Makgadikgadi-Salzpfannen, wo sie auf die A14 trifft.